# Piranthus casteti
Piranthus casteti är en spindelart som beskrevs av Simon 1900. Piranthus casteti ingår i släktet Piranthus och familjen hoppspindlar. Inga underarter finns listade i Catalogue of Life.